# Woningstichting Den Helder
Woningstichting Den Helder is een woningcorporatie in de Nederlandse gemeente Den Helder. De corporatie verhuurt ca. 9300 woningen, waarvan ca. 9050 sociale huurwoningen.

## Geschiedenis
De Vereeniging voor Volkshuisvesting Helder werd in 1910 opgericht. Deze vereniging bouwde onder andere woningen aan de Polderweg, Cronjé- en De Wetstraat. Ook werd er vanaf 1915 een tuindorp gebouwd buiten het centrum van de stad, tegen de linie. Ook in 1910 werd te 's Gravenhage opgericht de vereeniging tot vermindering van den woningnood te Helder, met de naam Licht en Lucht. Naast deze twee verenigingen was ook de Marine Woningbouwvereniging Algemeen Belang actief. In 1920 kwam Woningbouwvereeniging Verbetering zij ons Streven met plannen voor woningbouw tussen Ruyghweg, Stakman Bosse- en Jan in 't Veltstraat, deze plannen vonden echter geen doorgang. Eind 1921 werd door de gemeenteraad van Helder besloten tot oprichting van een woningstichting waarbij de vier bestaande verenigingen werden opgeheven. De oprichting van Woningstichting gebeurde op 26 oktober 1922. Licht en Lucht gaf zich echter pas in 1925 gewonnen waarna woningen van deze vereniging overgedragen werden aan Woningstichting.

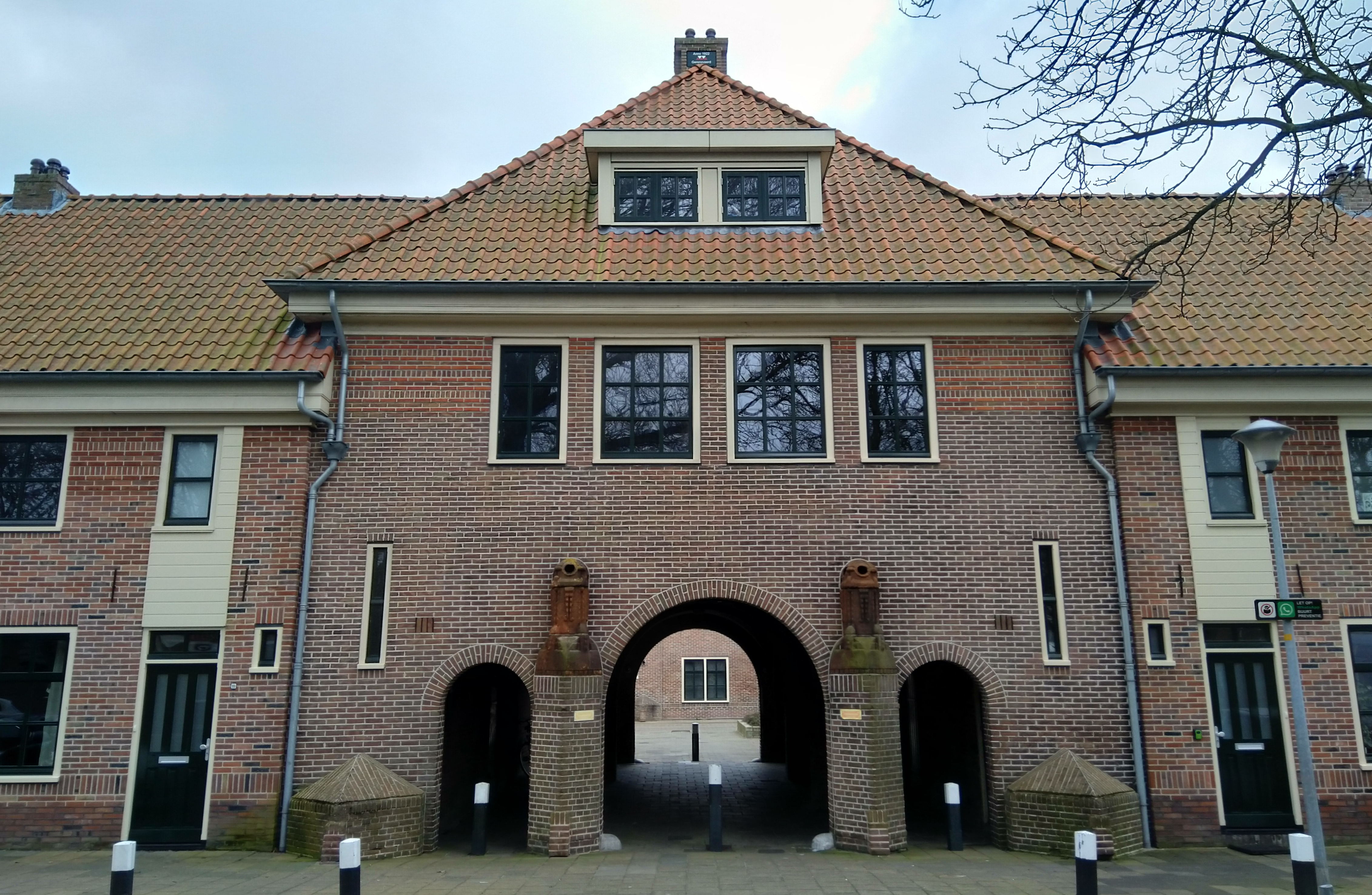
Voormalig kantoor aan de Van Galenstraat

Gedurende de jaren 1920 en 1930 breidde Den Helder uit en raakte de ruimte binnen de linie volgebouwd. Woningstichting realiseerde hierbij verschillende projecten, zoals de Vogelbuurt en uitbreiding van Tuindorp. Tijdens de oorlog vluchtte meer dan 80% van de inwoners van de stad voor bombardementen. Ruim de helft van de huizen van Woningstichting kwam leeg te staan. Het oude centrum van Den Helder werd in 1944 op last van de bezetter volledig gesloopt. Na de oorlog werden op deze locatie honderden nieuwe woningen gebouwd, voornamelijk rijtjeswoningen en flats. In deze wederopbouwperiode, in een tijd van woningnood, werd besloten buiten de grenzen van de linie te gaan bouwen. Dit begon met Nieuw-Den Helder waar een buurt met Airey-woningen werd gebouwd. Deze wijk breidde zich tot en met de jaren 1970 uit met flats en rijtjeswoningen. Ten oosten van Nieuw-Den Helder werd in de jaren 1960 het ruim opgezette De Schooten gebouwd. 
Begin 1968 ging een beerput open, rijksaccountants stelden een jarenlang wanbeleid bij Woningstichting vast. Er was geen planning van werkzaamheden of financiën, prestaties werden niet gecontroleerd en de jaarstukken vanaf 1963 ontbraken. Voor de huurders uitte zich dit in slecht onderhoud van de woningen. Bij de gemeente werd een extra wethouder ingesteld om orde op zaken te stellen. De organisatie van Woningstichting werd volledig opnieuw opgebouwd, zo kwam er een nieuw bestuur, een nieuwe directeur, een nieuw hoofd onderhoud en nieuwe statuten. Er kwamen zelfs nieuwe magazijnen en ook het hoofdkantoor werd vernieuwd.
Vanaf de jaren 1970 nam de uitbreiding van Julianadorp aanvang, hier liet de corporatie naast woningen ook een winkelcentrum bouwen. Ook in het dorpje Huisduinen ontwikkelde Woningstichting vanaf die jaren enkele projecten. Tot begin jaren 1970 had Woningstichting er 38 houten Oostenrijkse woningen in beheer die er na de oorlog als tijdelijke woningen waren neergezet door de gemeente. Ook buiten gemeente Den Helder is de corporatie actief, zo werden er in de jaren 1970 en 1980 bijna honderdvijftig woningen gebouwd in Callantsoog.

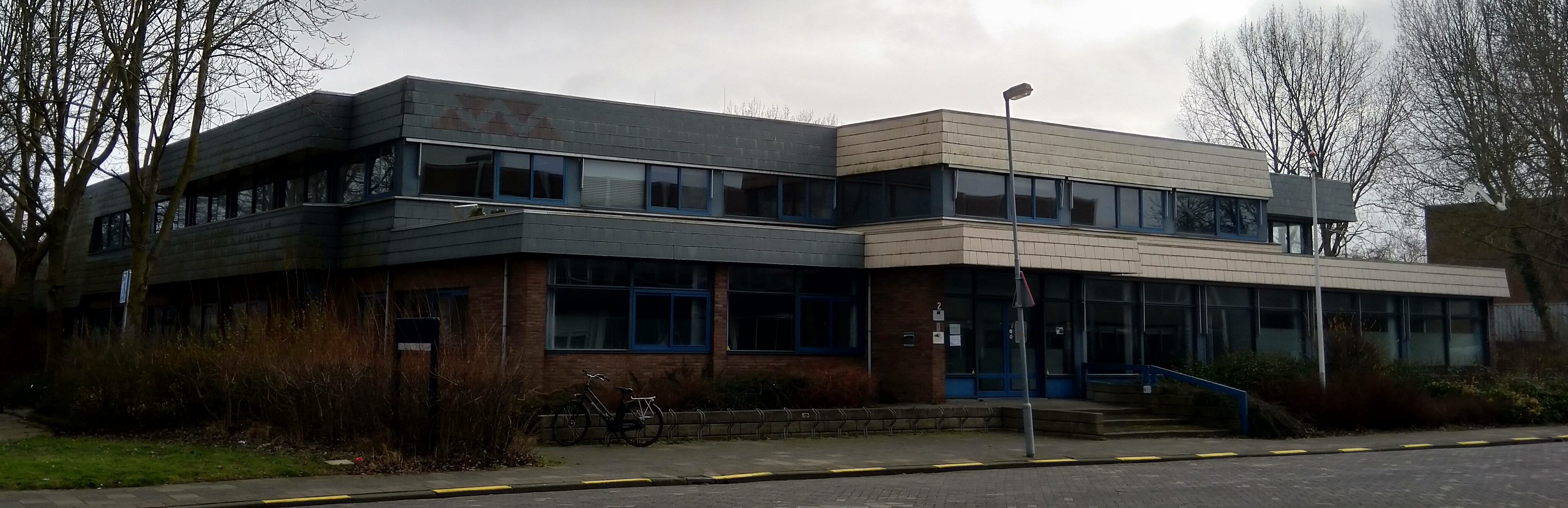
Voormalig kantoor aan de Drs. F. Bijlweg

Na bijna zestig jaar gehuisvest te zijn geweest in de Van Galenstraat verhuisde Woningstichting in 1980 naar een nieuw kantoor in Nieuw-Den Helder. Voor het 75-jarig bestaan werd in 1997 het boek Ach, ik bid en smeek u, laat mij terugkomen in Den Helder uitgebracht, geschreven door Peter Hovestad & Jan T. Bremer.
In januari 2006 nam Woningstichting haar huidige hoofdkantoor met de naam Woonplein in gebruik. Een deel van het gebouw is de monumentale voormalige meisjesvakschool en draagt de naam De Vijfsprong, naar de naastgelegen rotonde, en heeft ook bekend gestaan als De Boeg. Ter gelegenheid van 100 jaar volkshuisvesting in Den Helder pakte Woningstichting groots uit. Het organiseerde in 2010 een stadsfeest op Willemsoord waar onder andere Jan Akkerman, Alain Clark en Van Dik Hout optraden.
Vanaf 2001 koopt Woningstichting, in overleg met de gemeente, panden in de centrum van Den Helder aan met de bedoeling deze locaties te herontwikkelen. Met de oplevering van het gebouw Boedelstaete in 2011 werden deze bedoelingen voor het eerst fysiek zichtbaar. Sindsdien zijn door Woningstichting, samen met Zeestad en de gemeente Den Helder, tientallen locaties in het centrum herontwikkeld door renovatie of het realiseren van nieuwbouw. Onder deze vernieuwingen vallen onder andere de realisatie van Bibliotheek School 7 en het opknappen van het voormalige V&D-pand.
Na een wijziging van de Woningwet in 2015, waardoor een woningcorporatie zich primair alleen nog met volkshuisvesting mag bezighouden, werd Woningstichting Den Helder per 1 januari 2018 opgesplitst. Er kwam een nieuwe bv met de naam Helder Vastgoed waar de hele organisatie naartoe meeverhuisde. Woningstichting kan namelijk wel mensen van de bv inhuren maar andersom zou dat niet mogelijk zijn. Op deze manier kan de organisatie zich met het opknappen van het stadshart bezig blijven houden.
Eind oktober 2024 bracht de raad van commissarissen (rvc) naar buiten dat directeur Waltmann was ontslagen in verband met een nieuwe koers van de stichting, Waltmann vertrok in januari 2025. Hierop kwamen afkeurende reacties van Stichting Huurdersbelang, politieke partijen, inwoners van Den Helder en voormalige leden van de rvc. De ondernemingsraad was niet geïnformeerd en niet om advies gevraagd terwijl dit volgens de wet wel is geëist. Ook Zeestad maakte zich zorgen in verband met de voortgang van bouwprojecten in de stad. Per 1 november werd Woningstichting door de Autoriteit woningcorporaties onder verscherpt toezicht gesteld in verband met zorgen over integriteit en interne beheersing.

## Directeuren
- 196?-???? H.M. Wolleswinkel
- 1980-1983 J.J.E. Schuiten
- 1984-1986 J.H. Kok
- 1987-2011 Gerrit Seegers
- 2011-2025 Robbert Waltmann
- Vanaf 2025 Stefan van Schaik